# امبانگ
امبانگ (به لاتین: Ambung) یک منطقهٔ مسکونی در نپال است که در Kosi Zone واقع شده‌است.

## خصوصیات
امبانگ ۳٬۳۰۹ نفر جمعیت دارد.